# Bertalan Zsótér
Bertalan Zsótér (ur. 6 lipca 1906 w Bečeju w dzisiejszej Serbii, zm. 20 grudnia 1980 w Budapeszcie) – węgierski strzelec, olimpijczyk, mistrz świata.
Zsótér oprócz strzelectwa uprawiał też sport motocyklowy, był kierowcą Királyi Magyar Automobil Club (KMAC). W 1930 roku zwyciężył w jednym z motocyklowych wyścigów w kategorii 250 cm³. 
Jako strzelec reprezentował Budai Honvédtiszti Sport Egyesület (HOTIS). Wystąpił na Letnich Igrzyskach Olimpijskich 1936 w jednej konkurencji. Zajął 10. miejsce w strzelaniu z pistoletu dowolnego z 50 metrów. Zsótér jest też mistrzem świata z roku 1935 – na mistrzostwach w Rzymie zdobył złoty medal w drużynowym strzelaniu z karabinu wojskowego w trzech postawach z 300 metrów (drużyna węgierska zdobyła 2013 punktów). Dwa lata później był czwarty. Indywidualnie był czwarty na mistrzostwach świata w 1935 roku (prawdopodobnie w karabinie dowolnym w trzech postawach z 300 metrów). Był ponadto dziewięciokrotnym indywidualnym i 19-krotnym drużynowym mistrzem Węgier.

## Osiągnięcia sportowe

### Wyniki olimpijskie
| Igrzyska | Konkurencja            | Wynik                           | Miejsce | Źródło |
| -------- | ---------------------- | ------------------------------- | ------- | ------ |
| IO 1936  | Pistolet dowolny, 50 m | 525 punktów (87-85-88-84-92-89) | 10      | [ 3 ]  |